# Vlak v obecném zájmu
Vlak v obecném zájmu je v české železniční terminologii druh vlaku, který má v provozu vysokou důležitost, tedy prioritu. 
Podle předpisu SŽDC (ČD) D2 pro organizování a provozování drážní dopravy byl vlak v obecném zájmu druh mimořádného vlaku, jehož jízda je nařízena podle zvláštního nařízení, například vládní vlak. Zatímco ostatní druhy mimořádných vlaků mají zpravidla nižší prioritu než pravidelné vlaky, vlak v obecném zájmu má druhou nejvyšší prioritu, hned po nutných pomocných vlacích.
Nové předpisy Správy železnic pro spoj uvedený v grafikonu již nepoužívají termín „vlak“, ale „trasa (vlaku)“ a již neuváději vlaky v obecném zájmu v rozdělení tras vlaků podle pravidelnosti. Podle předpisu SŽ D1 ČÁST PRVNÍ jsou služební vlaky provádějící diagnostiku železniční dopravní cesty při měření posuzovány jako mimořádné vlaky v obecném zájmu, pokud je jim takto přidělena kapacita dráhy. Podle předpisu pro operativní řízení provozu SŽ D7 může vlak prohlásit za vlak v obecném zájmu podle předpisu D1 pouze odbor operativního řízení provozu, označovaný kódem O11. Zatímco předpis D2 uváděl jako jediný příklad vlaku v obecném zájmu vládní vlak, předpis D7 uvádí, že se jedná se zejména o služební vlaky v mimořádných trasách provádějící diagnostiku železniční dopravní cesty, popř. o vlaky s přepravami vyžadujícími zvláštní dopravní opatření, a takový vlak má nejvyšší možnou prioritu. Vlaky v obecném zájmu patří mezi mimořádnosti, které se vyhlašují a oznamují zaměstnancům řízení provozu před jízdou vlaku plánem vlakové dopravy.